# Датски проток
 Тази статия е за протока край Гренландия.  За протоците край Швеция вижте Датски проливи.  
Датският проток (на датски: Danmarksstrædet; на исландски: Grænlandssund) е морски проток между островите Гренландия на северозапад и Исландия на югоизток, като свързва Гренландско море на Северния ледовит океан на североизток с Атлантическия океан на югозапад. Дължината му е около 520 km, а ширината – около 260 km. Минималната дълбочина на фарватера е 227 m, а максималната – 1600 m. Покрай бреговете на Гренландия от североизток на югозапад преминава студеното Източногренландско течение, което цяла година пренася плаващи ледове, а покрай бреговете на Исландия в обратно направление – разклонение на топлото течение Ирмингер, което внася в Гренландско море относително топли води.